# Evelyn Pierrepont, Duque de Kingston
Era el único hijo de William Pierrepont, conde de Kingston (1692-1713) y su esposa, Rachel Bayntun (1695-1722). Sucedió a su abuelo Evelyn Pierrepont (primer duque de Kingston-upon-Hull) en 1726, en títulos y como heredero de  Thoresby Hall en Nottinghamshire.
Pierrepont es la referencia más antigua existente de cricket en Nottinghamshire. Una carta con fecha de 1751 dice:

"El duque de Kingston en Thoresby Hall pasa todo su tiempo practicando cricket porque tiene que jugar para Eton en tres partidos" .